# Leratia neocaledonica
Leratia neocaledonica är en bladmossart som beskrevs av Brotherus och Jean Édouard Gabriel Narcisse Paris 1909. Leratia neocaledonica ingår i släktet Leratia och familjen Orthotrichaceae. Inga underarter finns listade i Catalogue of Life.